# Pältsastugan

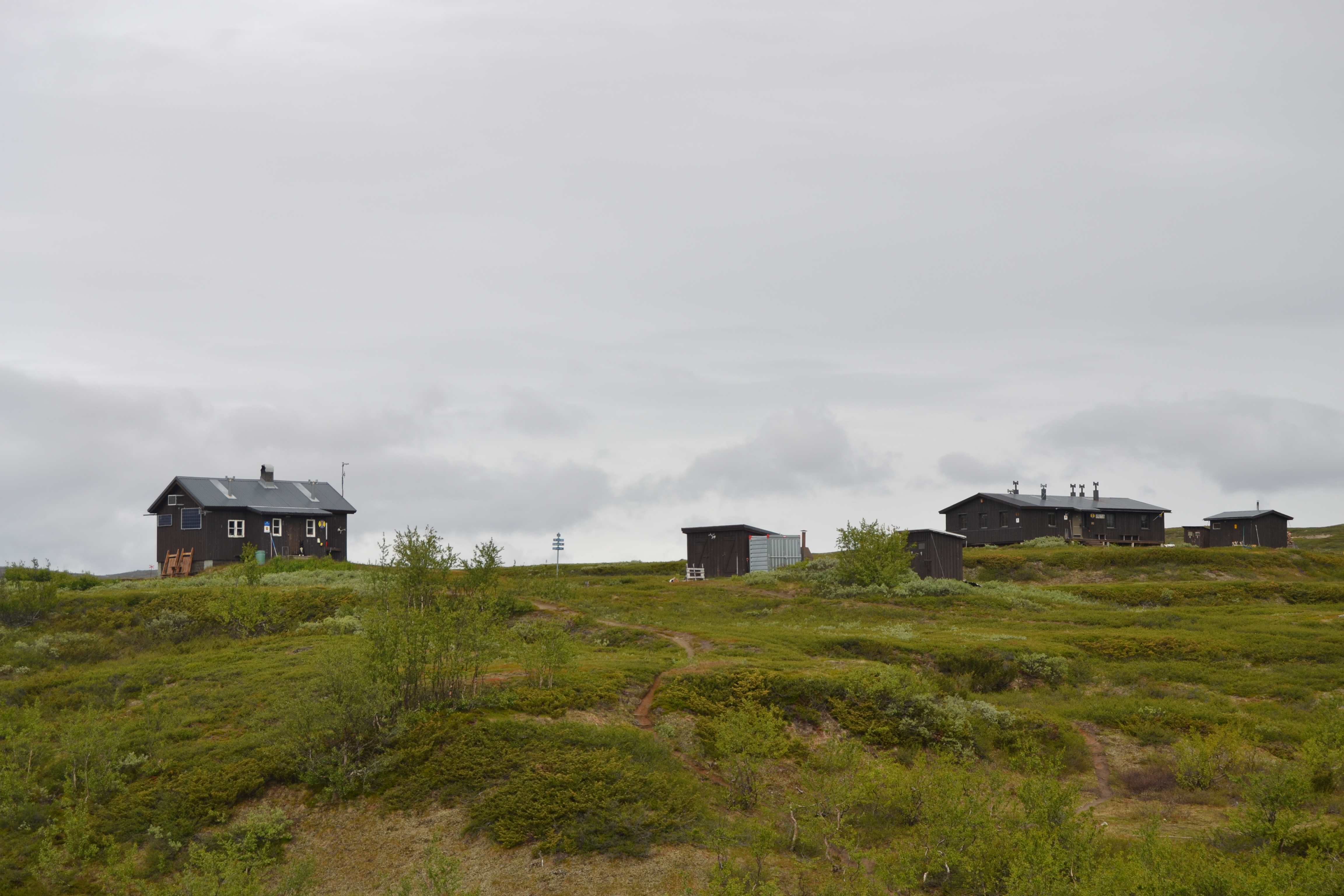

Pältsastugan är en svensk fjällstuga i Lappland, som tillhör Svenska Turistföreningen.
Pältsastugan ligger på den enda  tundran i Sverige vid övre ändan av Kummajokis vida dalgång, i närheten av det nordligaste högfjället i Sverige, Pältsa. Strax söder om Pältsastugan ligger Pältsafallet i Bealcánjohka, dit fjällskogen går. Avståndet är 14 kilometer från båtbryggan i Koltaluokta i norra ändan av sjön Kilpisjärvi vid gränsen till Finland tre kilometer söder om Treriksröset. Pältsastugan ligger inom Könkämä samebys område.
Det finns idag två byggnader med upp till 25 sovplatser. Den första och mindre fjällstugan byggdes av Svenska Turistföreningen och Lappväsendet som Sveriges nordligaste byggnad. Den var färdigbyggd vid utbrottet av andra världskriget 1939 och räddade under krigsåren livet på många flyktingar från Norge. Från hösten 1944 till maj 1945 var Pältsastugan inrättad som den nordligaste basen, Mons, för norska Operation Sepals, där ett tiotal norska soldater från Milorg vistades. Då grävdes en flyktväg genom en golvlucka genom en tunnel till en närbelägen ravin 30–40 meter söder om stugan. Först 1949 öppnades den för turister. 
Vid Pältsastugan syns midnattssolen från mitten av maj fram till slutet av juli.
Den kortaste sommarleden som leder till Pältsastugan är från Gappohytta i Signaldalen i Storfjords kommun (elva kilometer). Nordkalottleden går förbi Pältsastugan.